# Привет отчизне
«Привет отчизне» — цикл из четырёх пьес («Воспоминание о мазурке», «Баркарола», «Вариации на шотландскую тему», «Молитва»), написанный М. И. Глинкой в 1847 году в Смоленске. Всем пьесам предпосланы поэтические эпиграфы. Созданный в поздние годы жизни композитора цикл считается вершиной его фортепианного творчества.

## История
Зиму 1847—1848 года Глинка провёл в Смоленске, где, в числе прочего, написал четыре пьесы для фортепиано, впоследствии объединённые в цикл. В своих «Записках» композитор вспоминал об обстоятельствах возникновения всех четырёх пьес:

С самого того времени, как я решился остаться в Смоленске, тамошний жандармский полковник Романус дал мне на время свой рояль. Я в знак признательности посвятил ему две фортепьянные, в то время написанные пьесы: «Souvenir d’une mazurka» и «La Barcarolle», изданные впоследствии под названием «Привет Отчизне». Тогда же, в отсутствие Pedro, оставшись один в сумерки, я почувствовал такую глубочайшую тоску, что, рыдая, молился умственно и выимпровизировал «Молитву» без слов для фортепьяно, которую посвятил Дон Педро. К этой молитве подошли слова Лермонтова «В минуту жизни трудную».
Мы жили в доме родственника Ушакова, и для дочери его я написал вариации на шотландскую тему.

Сохранились авторские автографы пьес, из датировки которых следует, что все они были созданы в довольно сжатый срок: «Воспоминание о мазурке» — осенью 1847 года, «Баркарола» — 25 сентября, «Молитва» — 28 сентября, «Вариации на шотландскую тему» — 17 декабря. Изначально они задумывались как отдельные самостоятельные произведения, однако впоследствии вышли в издании Ф. Т. Стелловского под общим названием «Привет отчизне», с подзаголовком «Музыкальные очерки». О. Е. Левашёва замечает, что, упоминая об этом в своих «Записках», сам Глинка ошибочно относит к этому изданию только две пьесы — «Баркаролу» и «Воспоминание о мазурке». В собрании фортепианных сочинений Глинки (1952) перечисленные пьесы в цикл не объединены; отдельное их исполнение закрепилось и в исполнительской практике. Тем не менее в цикле присутствует определённое единство замысла: входящие в него разнохарактерные пьесы объединены общей темой странствий и воспоминаний.

## Общая характеристика
Фортепианное искусство издавна было близко Глинке, который и сам прекрасно владел фортепиано. Со временем его фортепианное творчество эволюционировало от виртуозных вариационных циклов к жанру лирической миниатюры; возникла тенденция к психологическому углублению образа и преобладанию лирико-поэтического начала. В цикле «Привет отчизне» сохраняется сложившийся ещё на раннем этапе творчества Глинки изящный и утончённый фортепианный стиль, отличающийся камерностью и интимностью. Однако эффектность и виртуозность ранних пьес уступают место простоте и сдержанности; музыка приобретает характер задумчивости, мечтательности и созерцательности. О. Е. Левашёва называет «Привет отчизне» «кульминацией и „кодой“» фортепианного творчества композитора.
Примечательно, что всем пьесам цикла предшествуют литературные эпиграфы: это единственный случай в инструментальном творчестве Глинки (не считая «Патетического трио», которому также предпослан эпиграф), когда поэтическое слово становится неотъемлемой частью музыкального замысла.

## Пьесы цикла
Воспоминание о мазурке
Пьесу предваряет эпиграф из французского перевода стихотворения итальянского поэта Пьетро Метастазио: «Sans illusions — adieu la vie!» («Без иллюзий — прощай, жизнь!»). Друг Глинки, композитор А. Н. Серов называл её «чистым подражанием Шопену» и говорил, что Глинка хотел сделать в ней надпись «Hommage à Chopin» («Посвящение Шопену»), но «удержался от слишком частого злоупотребления подобных „оммажей“».
В. И. Музалевский охарактеризовал «Воспоминание о мазурке» как одно из «наиболее ценных фортепианных произведений Глинки», в котором слух радуют «и впечатляющие темы, и сопоставление мажора-минора в основном материале, … и разнообразие тональных красок, и … мастерское применение контрапункта». О. Е. Левашёва отмечает оригинальную композицию, нехарактерную для танцевального жанра: в основу положены две чередующиеся темы, образующие миниатюрную сонатную форму. Это сближает «Воспоминание о мазурке» с жанром фантазии или экспромта.
Известно, что это произведение Глинки особенно ценил Даргомыжский; его также часто исполнял в своих концертах А. Рубинштейн.
Баркарола
Эпиграфом к «Баркароле» стала строка из стихотворения Феличе Романи, на которое Глинка когда-то написал романс «Il desiderio» («Желание»), — «Ah, se tu fossi meco sulla barchetta bruna» (в русской версии — «Ах, если б ты была со мной в ладье порою тайной»). Между фортепианной пьесой и более ранним романсом существует ряд смысловых и мелодических перекличек; известно, что итальянская тематика долгое время была близка Глинке, но в этот раз обращение к ней носит характер ностальгического воспоминания.
А. Д. Алексеев относит «Баркаролу» к числу лучших фортепианных сочинений Глинки. Пьеса начинается несколькими вступительными аккордами, предвосхищающими её романтический колорит, после чего звучит «светлый» Соль мажор. В среднем регистре проводится певучая, кантиленная мелодия на фоне органного пункта в басу; партия правой руки изобилует форшлагами. Изысканная фортепианная фактура создаёт ощущение мерного движения волн.
А. Н. Серов вспоминал, что сам Глинка исполнял эту баркаролу «с мягким, нежным, бархатным туше, которое напоминало манеру Фильда».
Вариации на шотландскую тему
Эпиграфом к этой пьесе стали знаменитые строки стихотворения Батюшкова — «О память сердца, ты сильней / Рассудка памяти печальной» — в 1827 году также положенные Глинкой в основу романса («Память сердца»). Впоследствии исследователи уточнили происхождение музыкальной темы: она оказалась не шотландской, а ирландской народной мелодией «Последняя летняя роза».
Вариационный жанр, издавна любимый Глинкой, обрёл в этом сочинении новый, эпический ракурс. Его форма довольно оригинальна: за темой следуют всего две вариации и развёрнутый, драматичный финал с последовательностью контрастных образов. Положенная в основу пьесы поэтичная народная тема звучит как начало балладного повествования, и постепенно жанр вариаций переходит в романтическую балладу.
Молитва
А. Н. Серов в своих воспоминаниях о Глинке сообщает, что, по словам самого композитора, эта пьеса родилась в Смоленске, во время холеры, и во вступительных диссонансах отразились «зловредные, смертоносные миазмы в воздухе». Вполне возможно, однако, что Серов не заметил юмора в словах Глинки и что это говорилось им не всерьёз.
Эпиграфом к пьесе предпосланы слова из «Думы» Кольцова — «Тяжелы мне думы, / Сладостна молитва!». Исследователями выдвигается предположение, что эта надпись сделана не самим композитором, а его давней возлюбленной Е. Е. Керн.
«Молитва», основанная на контрасте двух образов и отличающаяся продуманностью композиции, во многом близка романтической традиции. После торжественного вступления звучит мажорная главная тема, устремлённая ввысь; музыка в целом имеет возвышенный, гимнический характер. По словам В. И. Музалевского, «Молитва» Глинки «пленяет своими основными мелодическими качествами — чарующей лирикой, присущей его лучшим романсам».
Впоследствии Глинка создал на основе главной темы этой фортепианной пьесы романс на слова Лермонтова, также получивший название «Молитва».

## Комментарии
1. ↑  Имеется в виду Педро Фернандес, компаньон и секретарь Глинки, приехавший с ним в Россию из Испании.